# ميشيغان
ميشيغان أو مِشغِن (بالإنجليزية: Michigan)‏ ولاية أمريكية تقع في شمال شرق الولايات المتحدة الأمريكية. وتحيط بالولاية أربع بحيرات هي بحيرة ميشيغان، وهورون، وإيري، وسوباريور، وتعد الولاية ذات أطول حدود مائية، وتمتلك ميشيغان أحد أكبر أساطيل الولايات الأمريكية. تعتبر ولاية ميشيغان الثانية في أمريكا من حيث عدد الأمريكيين العرب، إذ يبلغ عددهم فيها 490 ألف حسب أرقام مؤسسة «زغبي إنترناشيونال» التي تعتمد جزئيا على أرقام دائرة الإحصاء الأمريكي لعام 2000. وفي الوقت الذي يتوزع فيه العرب على 82 مقاطعة من مجموع مقاطعات ولاية ميشيغان ال 83، نجد أن 65% منهم، أي 320 ألفا، يتركزون في مقاطعة واحدة هي واين التي تقع فيها مدينة ديربورن ومقاطعة أوكلاند المجاورة لها. ولاية ميشيغان ولاية من الولايات المتحدة الأمريكية انضمت إلى الاتحاد في عام 1837.
ميشيغان هي ثامن أكبر ولاية من حيث التعداد السكاني في الولايات المتحدة. حيث أن تعداد السكان للعام 2010 قدّر تعدادها السكاني بأكثر من 9,883,640 مواطن. لديها أطول شاطئ على ماء عذب بالنسبة لأي تقسيم سياسي بالعالم، نظراً لكونها تقع بين أربعة من البحيرات العظمى الخمس بالإضافة إلى بحيرة سانت كلير. ميشيغان من أهم الولايات في الإبحار الترفيهي، نظراً لوجود 64,980 بحيرة ومستنقع بها. أي شخص ضمن حدود الولاية لا يكون أبعد من ستة أميال (10 كيلومتر) عن مصدر طبيعي للماء، أو أبعد من 85 ميلاً (137 كيلومتر) عن شاطئ إحدى البحيرات العظمى. وهي أكبر ولاية بالحجم الكلّي شرق نهر الميسيسبي.
ميشيغان هي الولاية الوحيدة التي تتكون من شبهي جزيرة، شبه الجزيرة الدنيا (السفلى) التي سُميت ميشيغان أولاً وغالباً ما يشار إليها محلياً بأنها تشبه القفاز. أما شبه الجزيرة العليا فيفصلها عن السفلى قناة مكيناك (Straits of Mackinac)، قناة عرضها خمسة أميال (ثمانية كيلومترات) تربط ما بين بحيرة هورون (Lake Huron) وبحيرة ميشيغان (Lake Michigan)، ويربط شبهي الجزيرة جسر مكيناك (Mackinac Bridge). شبه الجزيرة العليا مهم اقتصادياً نظراً لكونه مقصداً سياحياً. ويوجد بها أيضاً العديد من الموارد الطبيعية، مثل كمية كبيرة من خام الحديد.

## التسمية
يعود اسم الولاية إلى بحيرة ميشيغان التي يعتقد أن اسمها اتخذ من شيبوا Chippewa، وهي كلمة هندية تعني «بحيرة كبيرة» Great Water.

## التاريخ
عاش أكثر من 20.000 هندي في ميشيغان قبل اكتشاف الفرنسيين لهذا الإقليم في القرن السابع عشر الميلادي. وقد استولت بريطانيا على إقليم ميشيغان من فرنسا بعد سلسلة من الحروب التي انتهت في 1763 م. وأصبحت هذه المنطقة تحت سيطرة الولايات المتحدة بعد الثورة الأمريكية (1775 – 1783م). كانت ميشيغان تابعة لثلاث مناطق مختلفة قبل أن تصبح ولاية في عام 1837م. ومع نهاية الأربعينيات من القرن التاسع عشر، ازدهرت أعمال التعدين في الولاية. وحُفرت قناة سو وانتهى العمل فيها، وتم افتتاحها عام 1855 م؛ نظرًا للحاجة الشديدة إلى شحن قضبان الحديد. وأصبح إنتاج الخشب مهمًا في ميشيغان بعد الحرب الأهلية (1861 – 1865 م). وزاد عدد السكان في الفترة ما بين عامي 1870 – 1900م إلى أكثر من الضعفين. وقامت المصانع في ميتشيجان ببناء العديد من الصناعات الحربية وذلك بعد أن دخلت الولايات المتحدة الأمريكية الحرب العالمية الأولى عام 1917م. وتحولت صناعات السيارات كلها في الولاية إلى الإنتاج الحربي خلال الحرب العالمية الثانية (1939 – 1945م). وقد أدَّى الكساد الذي طال الولايات المتحدة بأكملها خلال السبعينيات والثمانينيات إلى هبوط كبير في صناعة السيارات. وفي منتصف الثمانينيات، أدَّى التحسن في مبيعات السيارات إلى انخفاض البطالة في الولاية.

### القرن السابع عشر
المهاجرون الفرنسيون والصيادين اكتشفوا ولاية ميشيجان واستقروا المستوطنون الفرنسيون حول بحيرات وأنهار ميشيغان حيث أقاموا فيها صناعة وتجارة الفرو في القرن السابع عشر. وكان أول أوروبي يصل إلى ما أصبح في وقت لاحق من تلك البعثة ميشيجان إتيان بروليه في 1622. تأسست أول مستوطنة أوروبية دائمة في عام 1668 في موقع بير جاك ماركيت حيث أنشأت سولت سانت ماري بولاية ميشيجان كقاعدة للبعثات الكاثوليكية. الإرساليات التبشيرية في عام 1671-1675 وجدت في المحطات النائية من سانت اجناطيوس وماركويت. ووردت كذلك المبشرين اليسوعيين من السكان الهنود في المنطقة، مع عدد قليل نسبياً من الصعوبات أو العدائية. وفي عام 1679، بنى روبير دو لا سال في فورت ميامي أو سانت جوزيف في الوقت الحاضر.

### القرن الثامن عشر
مع نهاية القرن السابع عشر تدهور الحكم الفرنسي في هذه المنطقة مما أدى إلى سقوط حصن بونتشارترين (ديترويت حاليا) في يد القوة البريطانية بعد حروب عديدة ضد فرنسا والهنود الحمر بين سنتي 1754 و1763. ثم استولت بريطانيا على المستعمرات الفرنسية سنة 1763. وتخلّت فرنسا عن أراضي ميشيغان في«معاهدة باريس» وأصبحت الأراضي تابعة للولايات المتحدة الأمريكية سنة 1783 بعد قيام الدولة الأمريكية. ورغم ذلك التزمت بريطانيا بالحكم في المنطقة إلى غاية سنة 1796. وانسحبت القوة البريطانية انسحابا كاملا من أراضي ميشيغان إلى كندا بعد انهزامها في معركتي«بحيرة ايري» التي قادها أوليفر بيري، ومعركة ويليام هارسن الذي قادها قرب نهر ثامس سنة 1813.

### القرن التاسع عشر
حاصر البريطانيون منطقة ميشيغان خلال حرب 1812 واستسلمت لهم بعد حصار لم يسقط خلاله قتلى تقريبا. ضمت ميشيغان وقتها ديترويت والمناطق المحيطة بها. حاول الأمريكيون استعادة ميشيغان إلا أن محاولتهم باءت بالفشل بعد هزيمة كبيرة لهم في معركة مذبحة نهر رايزين. ما زالت هذه المعركة هي أكثر المعارك دموية في تاريخ الولاية حيث مات فيها أكبر عدد من القتلى الأمريكيين في تلك الحرب. إلا أن الأمريكيين نجحوا في نهاية المطاف في استعادة ميشيغان في عام 1813 بعد انتصارهم في معركة بحيرة إيري. أعقب ذلك محاولة لغزو كندا انطلاقا من ميشيغان بلغت ذروتها في معركة نهر التيمز. ظلت المناطق الشمالية من الولاية خاضعة لسيطرة البريطانيين حتى استعادة إتفاقية السلام بين الطرفين الحدود القديمة. بنيت عدة قلاع خلال تلك الفترة من القرن التاسع عشر (ومن بينها قلعة واين) تحسّبا لتجدد الحرب مع البريطانيين.

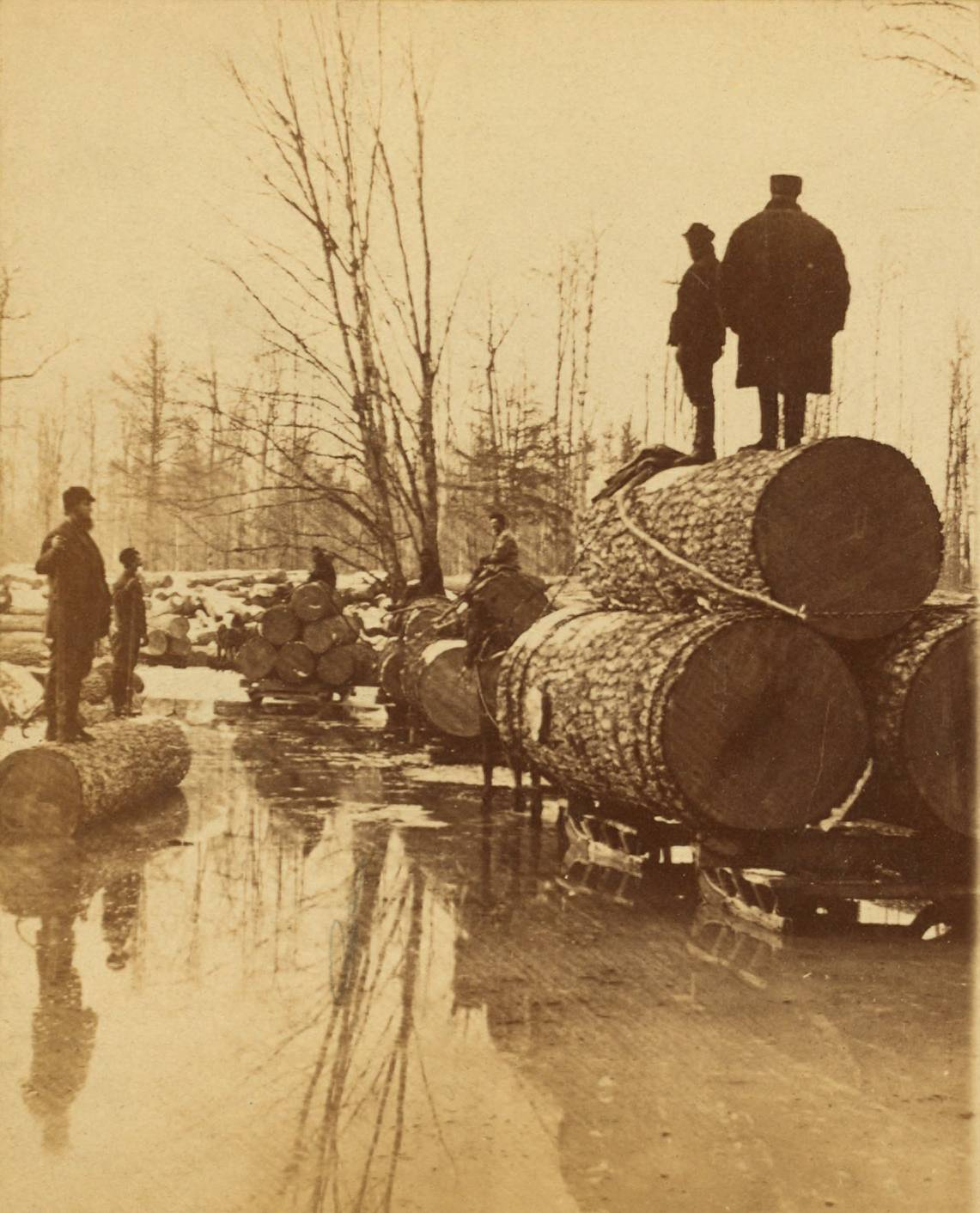
قطع أشجار الصنوبر في أواخر القرن التاسع عشر

نما سكان ميشيغان ببطء حتى افتتاح قناة إيري في عام 1825 والتي ربطت البحيرات العظمى بنهر هدسون ومدينة نيويورك. أدى هذا الطريق الجديد إلى تدفق أعداد من المستوطنين والذين عملوا بالزراعة والتجارة وصدّروا الحبوب والأخشاب وخام الحديد. وصل عدد سكان ميشيغان إلى ثمانين ألفا في ثلاثينيات القرن التاسع عشر مما أهّلها لأن تصبح ولاية ضمن الولايات المتحدة. وفي عام 1835 وافق مواطنوا ميشيغان في استفتاء على دستور 1835 والذي تم بمقتضاه تشكيل حكومة للولاية. تأجّل اعتراف الكونغرس بولاية ميشيغان حتى تسوية النزاع الحدودي مع ولاية أوهايو والذي عرف حينها بحرب توليدو. منح الكونغرس أوهاويو المنطقة التي عرفت بشريط توليدو وبالمقابل منح ميشيغان الجزء الغربي من شبه الجزيرة العليا كتعويض. وعلى ذلك انضمت ميشيغان رسميا لإتحاد الولايات الأمريكية في 26 يناير1837. بسبب وفرة الثروات الطبيعية من أخشاب وحديد ونحاس بشبه الجزيرة العليا صارت ميشيغان أكبر منتج للأخشاب بأمريكا في الفترة من خمسينات القرن التاسع عشر وحتى ثمانينيات القرن. تطورت السكك الحديدية وأدت لنمو ملحوظ بالولاية منذ خمسينات القرن التاسع عشر. صارت ديترويت محطة السكك الحديدية الرئيسة بالولاية.
عُقد أول اجتماع للحزب الجمهورى على مستوى الولاية بمدينة جاكسون في 6 يوليو 1854 وفيه اعتمد الحزب منهاجه. ظل أغلب سكان الولاية جمهوريين حتى ثلاثينيات القرن العشرين. ساهمت ميشيغان مساهمة كبيرة في جيش الاتحاد خلال الحرب الأهلية الأمريكية حيث أرسلت ما يزيد عن أربعين كتيبة من المتطوعين إلى جيش الاتحاد.

## الجغرافيا
تتكون ولاية ميشيغان من شبه جزيرة عليا وشبه جزيرة سفلى يفصلهما مضائق الماكيناك Straits of Mackinac الذي يمثل همزة الوصل بين بحيرة ميشيغان وبحيرة هورون. ويحدها من الشمال الشرقي مقاطعة أونتاريو الكندية ومن الغرب ولاية ويسكونسن وإلينوي، ومن الجنوب ولايتا أهايو وانديانا. تقع جزيرة ميشيغان العليا في شمال شرق ولاية ويسكونسن بين بحيرتي ميشيغان وبحيرة سوبيريور. ومن جهة أخرى يحد جزيرة ميشيغان الأدنى شرقا بحيرة إري Lake Erie وبحيرة هورنLake Huron، ونهر ديترويت ونهر سانت كلار St. Claire River، وجنوبا بحيرة ميشيغان.
تبلغ المساحة الكلية لولاية ميشيغان 96,716 كيلومتر مربع، وتحتل ميشيغان الممرتبة الثانية والعشرون من حيث المساحة بين الولايات الأمريكية. وعلاوة على البحيرات السابق ذكرها، تحتوي ولاية ميشيغان على أنهار عديدة من أهمها نهر ديترويت ونهر مونريال. ويتميز الطقس في ولاية ميشيغان بفصل حار قصير، وفصل شتاء شديد البرودة طويل، وكثيرا ما تسقط الثلوج خلال شتاء ولاية ميشيغان.
تتكون ميشيغان من جزيرتان تقعان ما بين 82 30 درجة إلى حوالى 90 درجة 30 من خط الطول الغربي
مفصولتين بمضيق ماكيناك.
تضم ولاية ميشيغان إقليمين بريين رئيسيين؛ البر العلوي وسهول البحيرات العظمى. ويمتد البر العلوي على طول بحيرة سوبيريور، ويغطّي النصف الغربي من شبه الجزيرة العلوية. ومعظم أرض هذا الإقليم وعرة. وتضم أعلى هضاب في ميشيغان.

مناطق ميشيغان ومنها شبه الجزيرة العليا وشبه الجزيرة الدنيا مع مناطقها الرئيسية الأربع

وتُعدُّ سهول البحيرات العظمى جزءاً من إقليم الغرب الأوسط الذي يُسمى السهول الداخلية. ويغطي الإقليم في ميشيغان، الجزء الشرقي من شبه الجزيرة العلوية، وكل شبه الجزيرة السفلية. وفي شبه الجزيرة العلوية توجد أجزاء منخفضة من السهول مغطاة بالمستنقعات. وجزءٌ كبير من شبه الجزيرة السفلية يغلب عليه الاستواء بشكل عام. ويوجد كثير من الجروف والكثبان الرملية عند حدود بحيرة ميشيغان. ويحتوي النصف الجنوبي من شبه الجزيرة السفلية على مساحات كبيرة من الأراضي الزراعية الخصبة
منطقة البحيرات العظمى تقع على حدود ميشيغان الشمالية من الشرق إلى الغرب وبحيرة إيري، بحيرة هورون، بحيرة ميشيغان وبحيرة سوبيريور. تملك الولاية منارات أكثر من أي ولاية أخرى. تحدها من الجنوب ولايات أوهايو وانديانا، وتتقاسم الأراضي والمياه حدوديا مع كليهما. حدود ميشيغان الغربية كلها تقريبا حدود مائية من الجنوب إلى الشمال، مع ولاية إيلينوي وويسكونسن في بحيرة ميشيغان، والحدود البرية مع ولاية ويسكونسن وشبه الجزيرة العليا.

### الموقع
تقع ولاية ميشيغان في منطقة البحيرات العظمى في قارة أمريكا الشمالية. الاسم ميشيغان (Michigan) مستقى من كلمة ميشيجاما (mishigamaa) من لغة الأوجيبوا (Ojibwa) وهي من لغات سكان أمريكا الأصليين، والتي تعني الماء الكثير، أو البحيرة الكبيرة.

## السكان
حسب إحصائيات سنة 2003 يبلغ عدد سكان ميشيغان 10,079,985 مليون نسمة، وتحتل الولاية الرتبة الثامنة بالنسبة للكثافة السكانية. ويشكل البيض من أصول أوربية غالبية عظمى تبلغ 80,2%، والأمريكيون الأفارقة 14,2%، والآسيويون 1,8%، والهنود الحمر0,6%، والأمريكيون اللاتينيون 3,3%، وآخرون من أصول جزر المحيط الهادي 0,1%، وبالإضافة إلى نسبة سكان من أجناس أخرى غير مذكورة في الإحصاء تقدر نسبتهم 1,3%، وآخرون يعتبرون أنفسهم متعددي الأجناس نسبة 1,9%. تبلغ نسبة المهاجرين المولودين خارج ولاية ميشيغان 5,3 %. وتقدر نسبة الكثافة السكانية 177.5 شخص في الميل المربع. وتبلغ نسبة من يملكون مساكنهم 73,8%، وتبلغ نسبة السكان الذين يعيشون تحت خط الفقر 11,5% وهذا بالمعايير الأمريكية.

### الديانة
للكنيسة الكاثوليكية ستة أبرشيات وأبرشية واحدة في ولاية مشيغان، أبرشية جايلورد، أبرشية غراند رابيدز، أبرشية كالامازو، أبرشية لانسينغ، أبرشية ماركيت، أبرشية ساجينو وأبرشية ديترويت.
إن الكنيسة الكاثوليكية هي أكبر طائفة من حيث عدد الأتباع، وفقا لمسح أجري في عام 2000، بلغ عدد المنتسبين للكنيسة الكاثولوكية 2019926 نسمة. الكاثوليكية هي الدين المنظم الوحيد في ميشيغان حتى القرن 19، والتي تعكس الجذور الدينية للمستعمرين الفرنسيين. أبرشية القديسة آن في ديترويت
التي أنشئها في 1701، دي انطوان كاديلاك موث هو ثاني أقدم الرعايا الكاثوليك في البلاد. في 8 مارس 1833
أنشأ الكرسي الرسولي رسميا أبرشية في أراضي ميشيغان.
التي تضمنت جميع ميشيغان، ويسكونسن ومينيسوتا وداكوتا وشرق نهر المسيسيبي.

### الطوائف الدينية
- مسيحيون – 79%
  - پروتستانت – 55%
  - مورمون – 1%
  - كاثوليك – 23%
- طوائف مسيحية أخرى– <1%
- مسلمون – 1%
- يهود – 1%
- بوذية – 1%
- ديانات أخرى – <1%
- لا دينيين – 17%

المسلمون يشكلون نحو 1% من سكان ميشيغان (ويقيم معظمهم في منطقة دترويت الكبرى) ونسبة عالية من المسيحيين (ويتركزون في الجزء الغربي من الولاية). ونحو 300,000 شخص تعود جذورهم إلى الشرق الأوسط.

## الاقتصاد
يبلغ إجمالي الناتج القومي الإجمالي 320,5 مليار دولار، ويبلغ متوسط الدخل الفردي السنوي 30,439 دولار، ووصلت نسبة البطالة إلى 7,3%، وتمثل نسبة قطاع الصناعة 23,07% من إجمالي الناتج العام، وقطاع الخدمات 20,72%، والقطاع الحكومي 15,7%.
تُعتبر مدينة دترويت مركز الصناعات الرئيسي في ميشيغان. كان اقتصاد ميشيغان يعتمد أساسا على صناعة الفرو في القرن الثامن عشر، ومع نهاية القرن التاسع عشر بدأت ميشيغان تشتهر بصناعة السيارات. وتُنْتج منطقة دترويت عددًا كبيرًا من السيارات والشاحنات يفوق إنتاج أي مكان آخر في الولايات المتحدة. ومن المدن الصناعية الأخرى المهمة مدينة باتل كريك، وجراند رابيدز، ولانسينغ، ومونت بليزنت وليفونيا، وبونتياك. وتعتبر مركز صناعات السيارات الأول في كل أنحاء العالم. ويوجد بها أربع وعشرون شركة من أكبر 500 شركة في العالم، من بينها شركة جنرال موتورز، وفورد موتورز.
ويعمل بقطاع الخدمات الصناعية ما يقرب من 70% من عمال ميشغان. وتُعتبر مدينة دترويت من المراكز القيادية في الولايات المتحدة الخاصة بتجارة الجملة والتجزئة. وتُشحن كميات كبيرة من المنتجات الصناعية من دترويت بوساطة السفن والشاحنات والقطارات. وتعتبر دترويت ـ أيضًا ـ المركز المالي الرئيسي لولاية ميشيغان.
يضم الجزء الجنوبي من ولاية ميشيغان العديد من مزارع الذرة الشامية والأبقار. ويوجد بشبه الجزيرة السفلية لهذه الولاية مخزون مهم من النفط والغاز الطبيعي. ويتوافر في شبه الجزيرة العلوية الحديد الخام.
وصنعت الولاية عدد كبير من الطائرات والدبابات والأسلحة الحربية خلال الحرب العالمية الثانية وبعد اندلاع حرب كوريا سنة 1950.
علاوة على ذلك، تشتهر ميشيغان بالمنتجات الغذائية، وصناعة الثلاجات، والأدوات المعدنية، والأثاث.

### جامعات ميشيغان

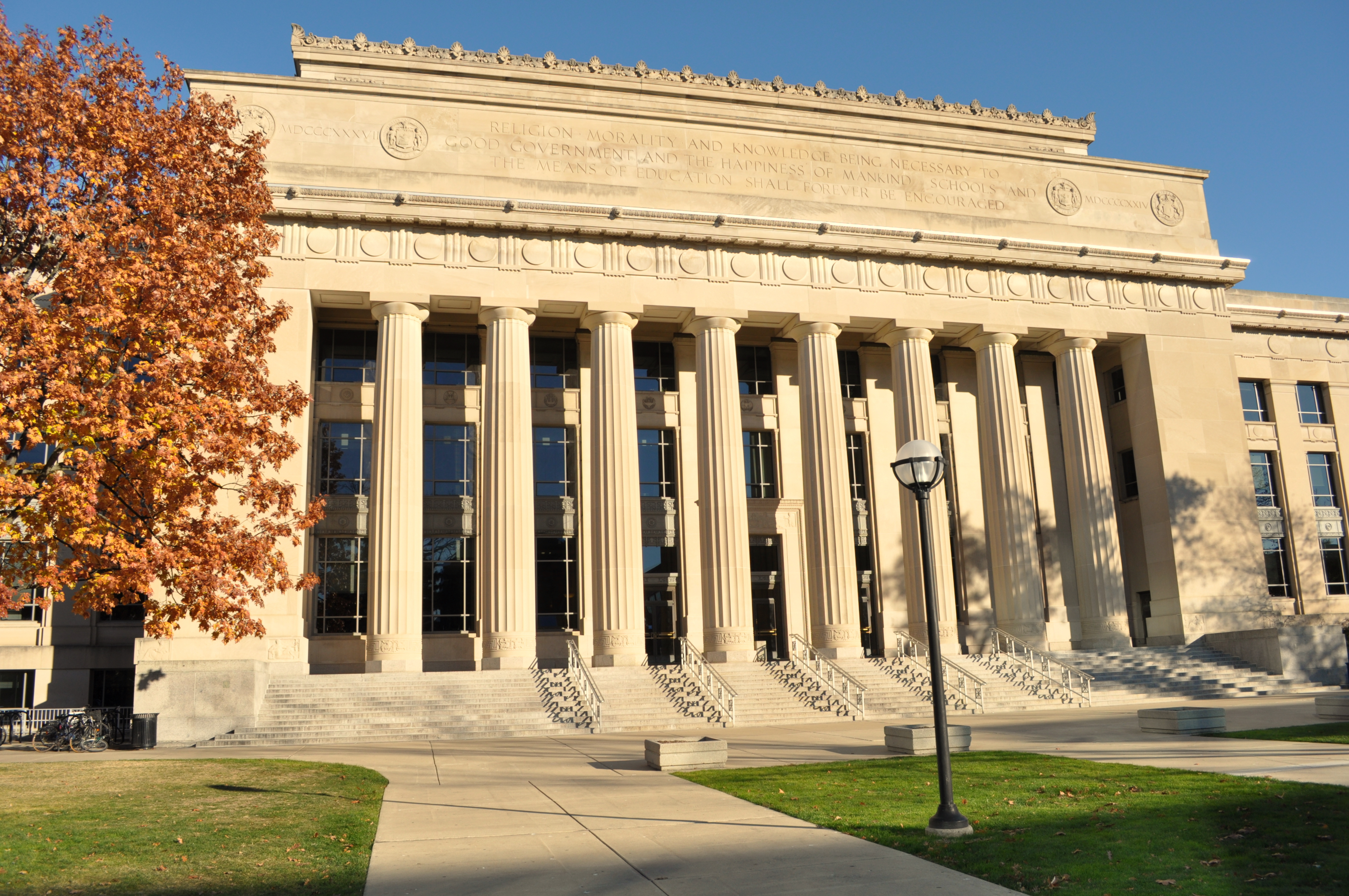
جامعة ميشيغان

تعتبر جامعة ميشيغان University of Michigan المتواجدة في مدينة آن أربور من أهم جامعات ولاية ميشيغان. وهي جامعة حكومية تأسست عام 1817 ويبلغ عدد الطلبة بها 39,000. وهي تعتبر من أفضل جامعات العالم، وتعتبر كذلك من أبرز الجامعات المتخصصة في ميدان بحوث القضاء، والعلوم، والطب، والتجارة، والرياضيات، وكذلك ميدان الفلسفة وميدان التربية.
توجد أيضا بالولاية جامعة ولاية ميشيغان Michigan State University التي تعتبر من أبرز جامعات ولاية ميشيغان. وهي جامعة حكومية تأسست عام 1817 ويبلغ عدد الطلبة بها 44,221.
كما توجد أيضاً جامعة غرب ميشيغان Western Michigan University والتي تعتبر من أفضل مائة جامعة في الولايات المتحدة الأمريكية في برامج الدكتوراة. تأسست عام 1903 ويبلغ عدد الدارسين بها 25,045.
توجد أيضا بالولاية جامعة ميشيغان المركزية Central Michigan University التي تعتبر من أبرز جامعات ولاية ميشيغان والولايات المتحدة. وهي جامعة حكومية تأسست عام 1892 ويبلغ عدد الطلبة بها 28,389.
جامعة ميشيغان للمكفوفين Michigan School for the Blind وكذلك على جامعة ولاية ميشيغانMichigan State University. وأيضا بكونها مسقط رأس الكاتب الأمريكي.
الشهير راي باكر Ray Baker الذي ألف كتابا تحت عنوان "ودرو ويلسون وتنظيم العالم"Woodrow Wilson and World Settlement". ومن المدن الأخرى الكبيرة ديترويت
Detroit، وجراند رابدس Grand Rapids، وورين Warren.

## أهم المدن
- ديترويت: عاصمة صناعة السيارات في العالم، حيث تنتج حوالي 9 مليون سيارة في العام، حيث يتمركز حولها شركات جنرال موتورز وفورد وكرايسلر.
- هولاند، ميشيغان: عاصمة صناعة أثاث المكاتب في العالم، حيث يتمركز فيها شركتا ستيلكيس Steelcase وهاورث.
- ديربورن: مقر شركة فورد وصاحبة أكبر جالية عربية بالولايات المتحدة.

### أكبر المدن
أكبر البلديات في ميشيغان هم (حسب تقديرات تعداد 2005):
| الترتيب | المدينة        | التعداد |
| ------- | -------------- | ------- |
| 1       | ديترويت        | 871,121 |
| 2       | جراند رابيدز   | 193,083 |
| 3       | وارن           | 134,589 |
| 4       | ستارلينغ هايتس | 127,991 |
| 5       | فلينت          | 117,068 |
| 6       | لانسنغ         | 114,276 |
| 7       | آن آربر        | 113,206 |
| 8       | كلينتون        | 96,781  |
| 9       | ليفونيا        | 96,736  |
| 10      | ديربورن        | 92,382  |
| 11      | كالامازو       | 77,145  |

## السياسة
الناخبون في الولاية ينتخبون مرشحيهم من كلا الحزبين الرئيسيين في الولايات المتحدة: الحزب الجمهوري والحزب الديمقراطي، وتعتبر المسائل الاقتصادية أهم المسائل التي يتناولها الساسة والمرشحين في ميشيغان
نتائج الأنتخابات الرئاسية 
| السنة | الديمقراطيون | الجمهوريون |
| ----- | ------------ | ---------- |
| 2008  | 57.33%       | 40.89%     |
| 2004  | 51.23%       | 47.81%     |
| 2000  | 51.28%       | 46.14%     |

يبلغ نصيب ولاية ميشيغان 17 أصوات من إجمالي أصوات المجمع الانتخابي البالغة 538. صوتت ولاية ميشيغان في انتخابات عام 2004 لصالح جون كيري بنسبة 49%
مقابل 46% لمنافسة جورج بوش. أما في انتخابات عام 2000 فقد صوت 51% لصالح أل غور مقابل 46% لمنافسة جورج بوش. يحكم ولاية ميشيغان السيدة جنفر جرانهلم
جنيفر جرانهلم هي ديمقراطية وتنتهي فترة حكمها في يناير 2007.

### ممثلو ولاية ميشيغان في الكونغرس الأمريكي
يمثل ميشيغان في الكونغرس الأمريكي عضوان في مجلس الشيوخ وهم ديمقراطيان، وخمسة عشر عضوا في مجلس النواب منهم 6 ديمقراطيين و9 جمهوريين. وستجرى انتخاب التجديد النصفي في نوفمبر 2006. ويبلغ راتب عضو مجلس الشيوخ ومجلس النواب 162.100 ألف دولار.
ممثلو الولاية في مجلس الشيوخ
كارل لفين حتى نوفمبر 2008. دبي ستابنو حتى نوفمبر 2006
ممثلو الولاية في مجلس النواب
الأعضاء الجمهوريون
1. بيتر هوكسترا
2. فارنن اهلرز
3. داف كامب
4. فراد أبتون
5. جون شوارز
6. مايكل روجرز
7. جوكنولنباغ
8. السيدة كانديس ميلار
9. ثادوس ماكتر
الأعضاء الديمقراطيون
1. بارت ستوباك
2. ساندر لفين
3. السيدة كارولين كيلباتريك
4. جون كنيرس
5. جون دينجال
6. دايل كيلدي

## وصلات خارجية
- الموقع ميشيغان الرسمي للتنمية الاقتصادية والسفر، ويشمل على خريطة تفاعلية ومعلومات حول مناطق الجذب والمتاحف..إلخ (بالإنجليزية)
- مكتبة كلارك التاريخية، جامعة ميشيغان الوسطى، مراجع حول ميشيغان (مرتبة تبعاً للمقاطعات والمناطق) (بالإنجليزية)